# Bonboillon
Bonboillon település Franciaországban, Haute-Saône megyében. Lakosainak száma 198 fő (2022. január 1.). Bonboillon Cugney, Chancey, Hugier, Tromarey és Venère községekkel határos.

## Népesség
A település népességének változása:
| Lakosok száma | 198  | 199  | 201  | 199  | 199  | 199  | 198  | 198  | 198  |
|               | 2013 | 2015 | 2016 | 2017 | 2018 | 2019 | 2020 | 2021 | 2022 |